# Island i olympiska sommarspelen 1988
Island deltog i de olympiska sommarspelen 1988 i Seoul med en trupp bestående av 32 deltagare, men ingen av landets deltagare erövrade någon medalj.

## Friidrott
Herrarnas diskuskastning
- Vésteinn Hafsteinsson
  - Kval — 58,94 m (→ gick inte vidare)

- Eggert Bogason
  - Kval — ingen notering (→ gick inte vidare)

Herrarnas spjutkastning
- Einar Vilhjálmsson
  - Kval — 78,92 m (→ gick inte vidare)

- Sigurður Einarsson
  - Kval — 75,52 m (→ gick inte vidare)

Herrarnas kulstötning
- Pétur Guðmundsson
  - Kval — 19,21 m (→ gick inte vidare)

Damernas spjutkastning
- Íris Grönfeldt
  - Kval – 54,28 m (→ gick inte vidare)

## Handboll
Herrar
Gruppspel
|               | PLD: | W: | D: | L: | F:  | A:  | Pts. |
| Sovjetunionen | 5    | 5  | 0  | 0  | 130 | 82  | 10   |
| Jugoslavien   | 5    | 3  | 1  | 1  | 116 | 109 | 7    |
| Sverige       | 5    | 3  | 0  | 2  | 106 | 91  | 6    |
| Island        | 5    | 2  | 1  | 2  | 96  | 102 | 5    |
| Algeriet      | 5    | 1  | 0  | 4  | 89  | 109 | 2    |
| USA           | 5    | 0  | 0  | 5  | 81  | 125 | 0    |